# 群借华
群借華是中国京剧传统剧目《群英會》《借東風》《華容道》的合称。剧目取材于小说《三国演义》第四十四至第五十回，主要講述赤壁之戰前後發生的故事。

## 剧情

### 群英会
曹操（花脸）大军南下，欲一统天下，荆州牧刘琮望风投降，刘备战败逃往江夏。曹军与东吴都督周瑜（小生）对垒长江，诸葛亮（老生）受刘备（老生）之托过江协助。周瑜见诸葛亮智谋过人，恐日后成为东吴之患，欲除之而后快，遂派诸葛亮去聚铁山劫曹操粮草，实为借刀杀人。诸葛亮表面答应，背后却在鲁肃（老生）面前讥讽周瑜只识水战，周瑜大怒，撤回将令。
周瑜同窗好友蔣幹（丑角）在曹操帐下任职，自荐过江说降周瑜。周瑜知其来意，将计就计，为其设宴款待，提议此宴名为“群英会”，命太史慈（花脸）持剑监酒，不许任何人谈及战事。席间，周瑜舞剑助兴，表明抗曹决心。周瑜假装醉酒，与蒋干同榻而眠，传令营门不上锁，任由蒋干离开，暗地命鲁肃隐藏伪造的原刘表手下大将蔡瑁、张允秘信，引蒋干盗取，又命黃蓋（花脸）夜报军情，使蒋干深信不疑，连夜携秘信逃回江北。曹操见秘信，下令以贻误军机之罪将蔡瑁、张允（花脸）处斩。二将死后，曹操方悔悟中了周瑜借刀杀人之计，只得任命于禁、毛玠为水军都督，派蔡瑁的弟弟蔡中、蔡和（小生）前去诈降周瑜。
周瑜请诸葛亮商议破曹之策。周瑜自以为借刀杀人之计无人能识破，诸葛上来就恭喜周瑜借刀成功，让周瑜对他更加忌惮。二人认为，破曹关键在于火攻，且要有弓箭作为保障。周瑜命诸葛亮督造十万支箭，诸葛亮说仅需三天，周瑜诧异，命诸葛亮立下军令状，且故意不给他材料，借机除之。诸葛亮早已算出三日后有大雾，暗地请鲁肃准备小船、稻草人、兵丁若干，三日后凌晨与鲁肃一道“草船借箭”。曹操见大批战船自江东而来，又有大雾，不敢贸然进攻，命万箭齐发，恰好“借”得十万支箭。周瑜深服诸葛亮。
蔡氏兄弟前来诈降，周瑜明明识破却不好说破。老将黄盖看出周瑜心思，自请诈降曹操，二人定下“苦肉計”，蒙蔽两个细作。周瑜宴请众将，誓师破曹。黄盖故意阻止，劝周瑜投降曹操，以求富贵。周瑜佯装发怒，下令将黄盖处死，甘宁（生）劝谏反被打出营帐。在众将求情下，周瑜免黄盖死罪，改为一百脊杖。众人皆信以为真，只有诸葛亮识破。
阚泽（老生）看望黄盖时发觉“苦肉计”，自请为黄盖给曹操下书。蒋干再次渡江劝降，周瑜再次将计就计，将其软禁于馆舍，命庞统（花脸）与之见面。蒋干早知凤雏之名，将其引荐给曹操。庞统向曹操献铁索连环之计，将曹军战船连为一体，克服北方人易晕船的弱点，曹操采纳，但被徐庶（老生）识破。徐庶已立志不为曹操献计，遂设计离开，逃过一劫。曹操宴请众将，横槊赋诗，作《短歌行》一首，抒发志向。

### 借东风
正值冬日，多西北风，周瑜火攻之计难以成功。诸葛亮算出将有东南风降临，请求周瑜在南屏山建造七星台，向上天“借”来东风，周瑜应允。诸葛亮设坛祷告，暗中命赵云（武生）前来接应。东风降临，诸葛亮乘小船逃走。周瑜果然派丁奉、徐盛前来追杀，赵云本欲杀死二人，但念在孙刘两家联盟破曹，只射断二人船帆之蓬索，放二人离去。

### 华容道
黄盖驾船赴江北诈降，船上装满易燃物。文聘（生）见来船过于轻盈，又有东南风大作，认为有诈。曹操命文聘阻挡来船，文聘射中黄盖，但为时已晚，黄盖已借风势向曹操连环大船放火，曹军溃不成军。
刘备与诸葛亮升帐发兵，诸葛亮命赵云和张飞（花脸）分别在烏林和葫芦口设伏堵截曹操，却不敢派遣曾受过曹操恩惠的关羽（红生）。关羽立下军令状，若放曹操，愿受军法处置。曹操率残兵败将一路逃窜，进入刘备地界，先后遭遇赵云和张飞的伏击，在众将的保护下勉强逃走。曹军行至华容道，已只剩十八名残兵败将，又遇见关羽。曹操晓之以情动之以理，终于感动关羽，将曹操一行放走。关羽回营接受处置。全剧终。

## 电影
1957年，北京電影製片廠拍摄了京剧电影《群英会》与《借东风》，岑範执导，中国电影发行公司发行，中国京剧院与北京京剧团参演，演出阵容汇集了两个院团的大部分京剧大师：马连良饰演诸葛亮，譚富英饰演鲁肃，叶盛兰饰演周瑜，裘盛戎饰演黄盖，袁世海饰演曹操，萧长华饰演蒋干（兼任艺术指导），孙毓堃饰演赵云。